# Альмамі Туре
Альмамі Туре (фр. Almamy Touré, нар. 28 квітня 1996, Бамако) — малійський та французький футболіст, захисник клубу «Кайзерслаутерн».

## Ігрова кар'єра
Народився 28 квітня 1996 року в місті Бамако. Вихованець футбольної школи клубу «Монако». Вже з 2011 року почав долучатися до ігор другої команди клубу.
До основної команди «Монако» почав потрапляти з 2015 року і за підсумками сезону 2016/17 став з монегасками чемпіоном Франції, втім основним гравцем клубу так і не став.
31 січня 2019 року Туре приєднався до німецького клубу «Айнтрахт» (Франкфурт), підписавши контракт на чотири з половиною роки. За підсумками сезону 2021/22 Альмамі виграв з «Айнтрахтом» Лігу Європи УЄФА, зігравши в тому числі і у фінальному матчі, де провів на полі усі 120 хвилин.
15 листопада 2023 року приєднався до німецького «Кайзерслаутерна», підписавши контракт до закінчення сезону.

## Виступи за збірну
Народжений у Малі, Туре отримав французьке громадянство у 2018 році для того аби представляти Францію на міжнародному рівні. Його вперше викликав Сільвен Ріполь у березні 2019 року до молодіжної збірної Франції замість травмованого Келвіна Аміана і того ж місяця Туре зіграв за французьку «молодіжку» у двох товариських іграх.
2022 року Туре погодився представляти на рівні національних збірних свою рідну країну Малі і навесні отримав виклик до лав збірної Малі на відбіркові матчі плей-оф до чемпіонату світу 2022 року проти Тунісу. Альмамі залишився на лаві запасних в обох матчах, а його збірна програла (0:1, 0:0) та не змогла кваліфікуватись на мундіаль.
| Дата      | Місто      | Господарі        | Результат | Гості | Турнір                                  | Голи | Примітки |
| --------- | ---------- | ---------------- | --------- | ----- | --------------------------------------- | ---- | -------- |
| 18-6-2023 | Браззавіль | Республіка Конго | 0 – 2     | Малі  | Відбір до Кубка африканських націй 2023 | -    | 87'      |
| Усього    |            | Матчів           | 1         |       | Голів                                   | 0    |          |

## Титули і досягнення
- Чемпіон Франції (1):

«Монако»: 2016–17
- Володар Ліги Європи УЄФА (1):

«Айнтрахт»: 2021–22